# 草酸亚铊
草酸亚铊是一种化合物，化学式为Tl2C2O4。它可由氢氰酸和三氧化二铊在水中于70 °C反应7天得到，或通过碳酸亚铊和草酸在水溶液中反应得到。它可以和亚硝酰氯反应。它受热分解为氧化亚铊和二氧化碳。

## 拓展阅读
- Gilman, Henry.; Abbott, R. K. . Journal of the American Chemical Society (American Chemical Society (ACS)). 1949, 71 (2): 659–660. ISSN 0002-7863. doi:10.1021/ja01170a077.